# Diastylis californica
Diastylis californica är en kräftdjursart som beskrevs av John Todd Zimmer 1936. Diastylis californica ingår i släktet Diastylis och familjen Diastylidae.
Artens utbredningsområde är Kalifornien. Inga underarter finns listade i Catalogue of Life.